# 베르키다
베르키다 (Berchidda, it; 언어 오류(src): Belchidda sc; 언어 오류(sdn): Bilchidda)는 사르데냐 지역의 사사리도에 위치한 이탈리아 코무네로, 칼리아리에서 북쪽으로 약 170 킬로미터 (110 mi), 올비아에서 남서쪽으로 약 30 킬로미터 (19 mi) 떨어져 있다.
이곳은 코기나스호 근처에 있으며, 북쪽으로는 림바라 산맥과 접하는 언덕 지역에 위치한다.
베르키다는 다음 지자체들과 접해 있다: 알라데이사르디, 칼란기아누스, 몬티, 오스키리, 템피오파우사니아.

## 문화
1988년부터 매년 베르키다에서 타임 인 재즈(Time in Jazz)라는 재즈 페스티벌이 열리고 있다. 1961년 베르키다에서 태어난 사르데냐 트럼펫 연주자 파올로 프레수가 이 축제의 설립자이자 주최자이다.

## 교통
SS 131 국도와 연결되어 있으며, 칼리아리-올비아-골포아란치 철도에 역이 있다.